# Alkimos (Kämpfer)
Alkimos (altgriechisch Ἄλκιμος Álkimos) ist eine Person der griechischen Mythologie.
In Quintus von Smyrnas Posthomerica ist Alkimos ein griechischer Kämpfer, der im Trojanischen Krieg von Deiphobos getötet wird.